# Robert B. Gillespie
Pour les articles homonymes, voir Gillespie.
Robert Byrne Gillespie, né le 31 décembre 1917 et mort le 1er novembre 2000 dans le Queens, à New York, est un écrivain américain, auteur de romans policiers.

## Biographie
Il est également verbicruciste pour des journaux américains.
Son seul roman traduit en français, Coney Island Casino (Empress of Coney Island), est qualifié de « récit parfaitement divertissant » par Claude Mesplède.

## Œuvre

### Romans
- The Crossword Mystery (1980)
- Little Sally Does It Again (1980)
- Print-Out (1983)
- Heads You Lose (1985)
- Empress of Coney Island (1986) Publié en français sous le titre Coney Island Casino, traduit par France-Marie Watkins, Paris, Gallimard, coll. « Série noire » no 2091, 1987  (ISBN 2-07-049091-2)
- The Hell's Kitchen Connection (1987)
- The Last of the Honeywells (1988)
- Deathstorm (1990)

## Sources
- Claude Mesplède, Les Années « Série noire » : Bibliographie critique d'une collection policière, vol. 5 : 1982-1995, Amiens, éditions Encrage, coll. « Travaux » (no 36), 2000 (ISBN 2-911576-21-7), p. 142.
- Claude Mesplède et Jean-Jacques Schleret, Les Auteurs de la Série noire : Voyage au bout de la Noire : 1945-1995, Joseph K., 1996 (ISBN 978-2-910686-11-6), p. 198.